# 雙星團
雙星團（也稱為科德韋爾14）是裸眼可見的疏散星團 NGC 869和 NGC 884（經常被錯誤的稱為英仙座h和χ，其實h是鄰近的一顆恆星，而χ就是這兩個星團）的合稱，在英仙座內靠得很近。NGC 869和NGC 884 兩者至地球的距離都是7,600光年。NGC 869的質量約為3,700太陽質量，而NGC 884的質量大約是2,800太陽質量；然而後來的研究顯示這兩個星團有很多的暈星環繞著，所以它們的總質量至少是20,000太陽質量。依據對個別恆星的研究，這兩個星團相對來說都很年輕，大約都只有1,280萬歲。相較之下，昴宿星團的年齡估計是7,500萬至15,000萬歲。這兩個星團各自都有300顆以上的藍白色超巨星。這兩個星團都有藍移，NGC 869以39 km/s（24 mi/s）接近地球，NGC 884也以相似的速度，38 km/s（24 mi/s）朝向地球接近。星團中最熱主序星的光譜類型是B0。

## 神話
珀耳修斯是冒險神話的象徵，他是宙斯（眾神和人的父親）的兒子，母親是凡人達娜厄。珀耳修斯是半神半人，但無不死之身。他接受塞浦路斯國王波利得特克斯的挑戰，要殺死蛇髮女妖美杜莎，但目光與美杜莎接觸的人就會變成石頭。雅典娜、荷米斯、和其它的眾神，提供珀耳修斯頭盔、盾牌、和握把上鑲嵌了珠寶的彎刀，並教導他如何面對挑戰。在斬下美杜莎的首級之後，珀耳修斯執行了其他的英雄事蹟。例如，拯救了被綁在石頭上，要獻祭給海怪（鯨魚座）的公主（仙女座）。由於他偉大的成就，眾神將珀耳修斯安置在繁星之間，一隻手高舉鑲著寶石的彎刀，另一隻手提著美杜莎的頭，成為英仙座。雙星團就是鑲在珀耳修斯彎刀握把上的寶石。

## 歷史

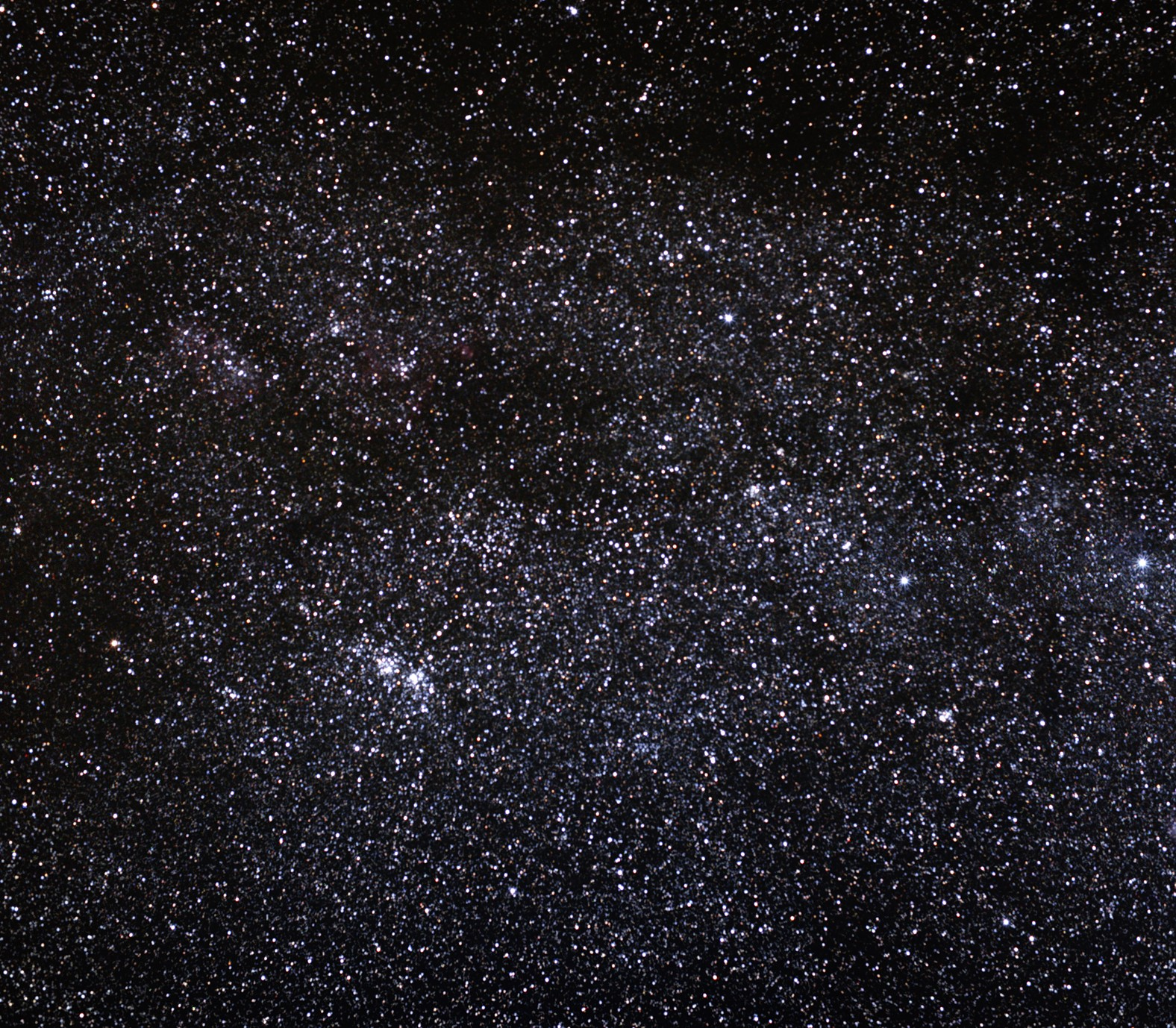
在英仙座的雙星團。

早在西元前130年，希臘天文學家喜帕恰斯就記錄了這兩個星團（英仙座內的光斑）。然而，雙星團的真實性質在望遠鏡發明之後好幾個世紀才被發現。在19世紀初期，威廉·赫歇爾首度辨識出這個天體是分離的兩個星團。雙星團被收錄在科德韋爾深空天體表內，但沒有收錄在最受歡迎的空天體表，梅西爾目錄中。

## 位置
在溫帶的高緯度地區，雙星團是拱極的星團（全年都在地平線上）。它屬於英仙座，但在靠近仙后座的邊界處。雙星團也很靠近每年8月12/13日達到峰值的英仙座流星雨的輻射點。雖然很容易就能夠在北方的天空找到，但要觀察這兩個星團聚集的恆星，還是要借助於望遠鏡。它們被描述為令人驚訝、讚嘆的景象，並經常被列為天文觀測指南中指定的目標。

## 外部連結
- SEDS page on the Double Cluster
- AstroPhoto.net page the Double Cluster
- Dark Atmospheres Photography - Perseus Double Cluster （页面存档备份，存于）